# Китовые птички
Китовые птички (лат. Pachyptila) — род морских птиц из семейства буревестниковых (Procellariidae), чей ареал находится в Антарктике. Их размер составляет от 25 до 28 см, а размах крыльев — от 41 до 46 см. С этими параметрами они относятся скорее к малым представителям семейства буревестниковых.
Отдельные виды китовых птичек можно различить прежде всего по клюву. В полёте их едва можно отличить друг от друга, так как окраска оперения у всех одинакова. На верхней стороне все китовые птички имеет нежную серо-голубую окраску, в то время как в районе плеч, а также по краям крыльев они чёрные. Нижняя сторона тела и крыльев у китовых птичек белая. Хвост имеет клинообразную форму. Лапки окрашены в голубой цвет. Китовых птичек можно часто наблюдать в больших группах, которые быстро и часто меняя направление летят низко над водой.

## Виды
В состав рода включают 7 видов:
- Pachyptila vittata — Ширококлювая китовая птичка
- Pachyptila salvini — Прион (птица)
- Pachyptila macgillivrayi
- Pachyptila desolata — Антарктическая китовая птичка
- Pachyptila belcheri — Тонкоклювая китовая птичка
- Pachyptila turtur — Снеговая китовая птичка
- Pachyptila crassirostris — Толстоклювый прион